# Мегатерієві
Megatheriidae — викопна родина неповнозубих ссавців ряду Pilosa. Родина виникла в олігоцені (30 млн років тому) у Південній Америці та вимерла у кінці плейстоцену (11 тис. років тому). 2,2 млн років тому родина проникла через панамський перешийок у Північну Америку. Це були масивні тварини. Найбільшим відомим представником є еремотерій (Eremotherium), що сягав 6 м завдовжки та вагою 5 т. Мегатеріїди мали 5 пальців, на двох або трьох з них мали довгі кігті, що використовувались для захисту.

## Класифікація
Родина †MEGATHERIIDAE Gray, 1821
- Підродина †Megatheriinae
  - Рід †Proprepotherium
  - Рід †Planops
  - Рід †Prepotherium
  - Рід †Megathericulus
  - Рід †Promegatherium
  - Рід †Plesiomegatherium
  - Рід †Megatheridium
  - Рід †Pyramiodontherium
  - Рід †Megatherium
  - Рід †Eremotherium
  - Рід †Ocnopus
  - Рід †Perezfontanatherium
- Підродина †Schismotheriinae
  - Рід †Hapaloides
  - Рід †Schismotherium
  - Рід †Hapalops
  - Рід †Pelecyodon
  - Рід †Parapelecyodon
  - Рід †Analcimorphus
  - Рід †Hyperleptus
  - Рід †Neohapalops